# Бомбер

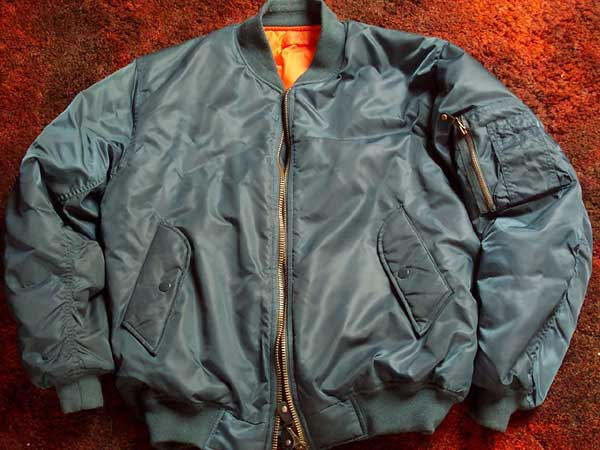
Модель куртки MA-1

Бо́мбер (англ. bomber jacket); другие названия куртка-бомбер, бомбардировщик, лётная куртка, куртка «пилот» — верхняя одежда, тип куртки, созданный для пилотов ВВС США во время Второй мировой войны. Со временем из преимущественно военной экипировки она перешла и в обычную одежду. Отличительные черты куртки пилота — резинки на окончаниях рукавов и на поясе.

## История
Непосредственным предком современных курток-бомберов стала выпущенная в 1955 году по специальному заказу военно-воздушных сил США модель куртки МА-1, получившая название (англ. flight jacket), то есть лётная или пилотская куртка или (англ. bomber jacket), так как её носили лётчики тяжёлых бомбардировщиков. Позже за курткой такого покроя закрепилось короткое название (англ. bomber). В середине 1950-х куртка получила отличительную оранжевую подкладку. Сделана она была по инициативе авиационной службы спасения, которой было тяжело найти пилота, одетого в форму малозаметного на фоне земли цвета. Пилоты, совершившие аварийную посадку или вынужденные покинуть самолёт с парашютом, выворачивали куртку наизнанку и надевали яркой стороной наружу.
Куртка удобна, неприхотлива в но́ске, не стесняет движений, меняет цвет при выворачивании, — поэтому в разное время обрела популярность среди членов преступных банд, скинхедов, рэйверов, модов и футбольных фанатов.

## Типы
- Классическая — сделана из кожи, с карманами сверху. Может утепляться мехом, иметь разные воротники.
- Стёганая — похожа на современные распространённые куртки, её отличают только покрой и укороченная длина, а также характерные резинки. Имеет самые разные цвета, утепляется пухом.
- Спортивная — говоря просто, ветровка на пуговицах. Популярна в поп-культуре, среди спортсменов, рэперов, скейтбордистов и т. п.